# Джихед Еддін Белькас
Джихед Еддін Белькас (Djihed-Eddine Belkas) (16 лютого 1959, Алжир) — алжирський дипломат. Надзвичайний і Повноважний Посол Алжиру в Україні та Молдові.

## Біографія
Народився 16 лютого 1959 року в Алжирі. Закінчив Національну школу адміністрації (ENA) в Алжирі.
У 1996 році працював радником Постійного представництва Алжиру при Організації об'єднаних націй, Нью-Йорк.
До 2010 року — він обіймав посаду радника міністра-делегата з питань Магрибу та Африки.
З грудня 2010 року — Надзвичайний і Повноважний Посол Алжиру в Лібревілі, Габон. Вручив вірчі грамоти главі держави Габону Алі бен Бонго Ондімба.
Директор департаменту сталого розвитку Міністерства закордонних справ Алжиру.
З 2021 — Надзвичайний і Повноважний Посол Алжиру в України.
6 грудня 2021 року вручив копії вірчих грамот заступнику міністра закордонних справ України Миколі Точицькому.
9 грудня 2021 року — вручив вірчі грамоти Президенту України Володимиру Зеленському.